# Zohran Mamdani
Zohran Kwame Mamdani (Kampala, 18 oktober 1991) is een Amerikaans politicus. Hij werd geboren in een familie van Indiase afkomst in Oeganda.  Als lid van de Democratische Partij en de Democratic Socialists of America (DSA) is hij sinds 2021 afgevaardigde voor het 36e district (in Queens) van de New York State Assembly. Mamdani is kandidaat in de Democratische voorverkiezingen voor de burgemeestersverkiezingen van New York City in 2025.

## Levensloop

### Jeugd en opleiding
Zohran Mamdani werd geboren in een familie van Indiase afkomst in Kampala. Hij is de zoon van de Amerikaanse filmmaker van Indiase afkomst Mira Nair en de in India geboren Oegandese academicus Mahmood Mamdani. Mahmood is een professor aan de Columbia-universiteit die kolonialisme bestudeert, directeur van het Makerere Institute of Social Research (MISR) in Oeganda en kanselier van de Kampala International University in Oeganda. Mahmood gaf Zohran de tweede naam Kwame, naar de Ghanese politicus Kwame Nkrumah.
Mamdani en zijn familie verhuisden naar Kaapstad, Zuid-Afrika, toen hij vijf jaar oud was. Hij volgde daar onderwijs aan de St. George's Grammar School terwijl zijn vader aan de Universiteit van Kaapstad werkte. Het gezin verhuisde naar New York City toen hij zeven was, waar hij afstudeerde aan de particuliere Bank Street School for Children (groep 1 tot en met 8) en de Bronx High School of Science. Mamdani studeerde in 2014 af aan het Bowdoin College in Maine met een bachelordiploma in Africana Studies.

### Carrière
Mamdani werkte als preventieadviseur en cricketspeler voordat hij zich kandidaat stelde. Hij probeerde ook als rapper te werken in de metrostations van New York.
Nadat hij de organisatiecampagnes van studenten had geleid, raakte Mamdani officieel betrokken bij de politiek. Hij meldde zich aan voor de mislukte campagne van de democratisch socialistische Khader El-Yateem, een Palestijnse Lutherse predikant die in 2017 in Bay Ridge, Brooklyn, kandidaat was voor de gemeenteraad van New York. Vervolgens was hij campagneleider voor Ross Barkans mislukte poging om in 2018 een zetel in de New York State Senate te bemachtigen. Vervolgens was hij veldorganisator voor de mislukte campagne van de democratisch socialiste Tiffany Cabán voor het Openbaar Ministerie van Queens in 2019. Vervolgens stelde hij zich kandidaat voor de vergadering van de staat New York en won.

#### New York State Assembly

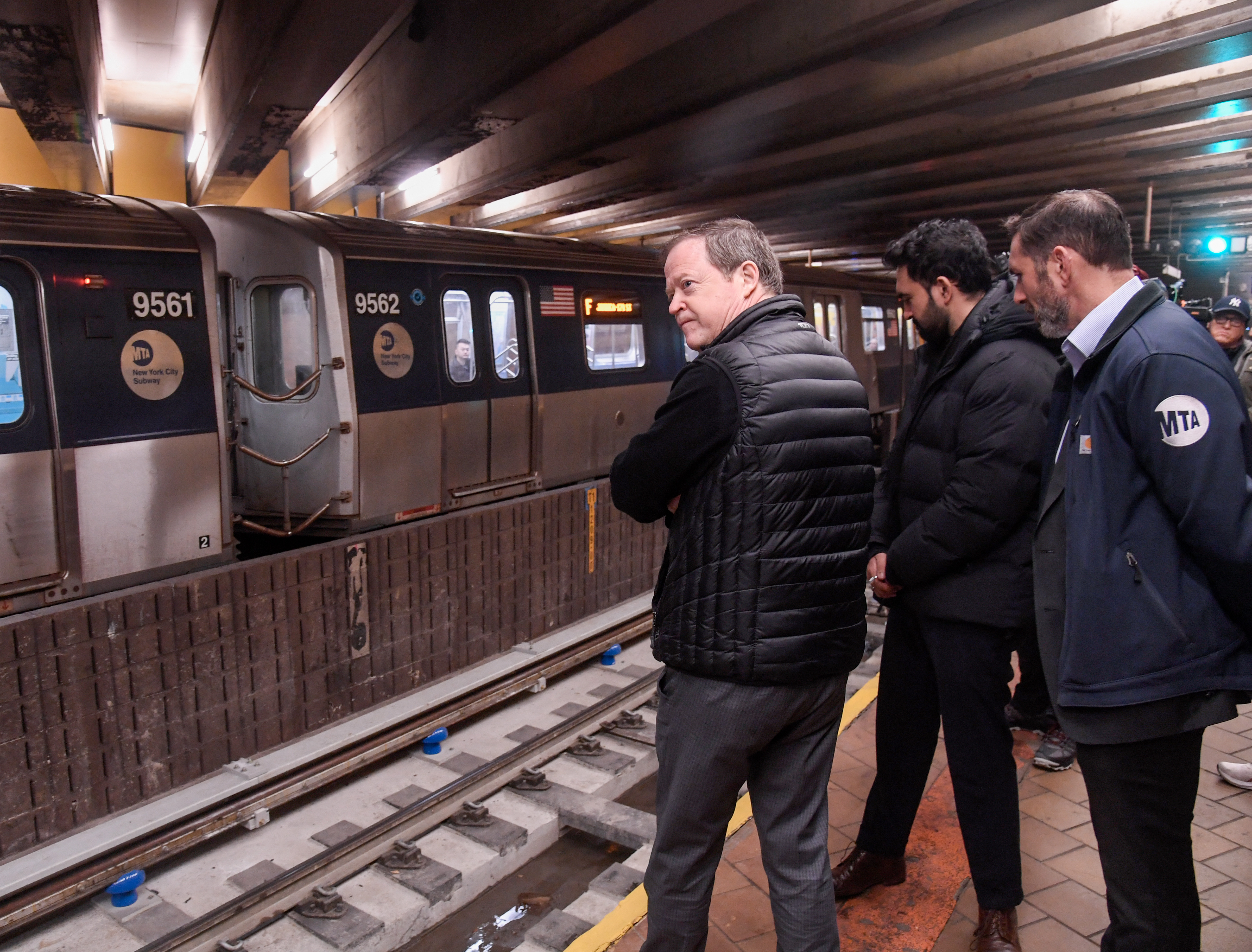
Mamdani (midden) onderzoekt reparaties aan het 21st Street-Queensbridge

In 2019 kondigde Mamdani zijn campagne aan voor de Assemblee van de staat New York in het 36e district, dat Astoria en Long Island City in Queens omvat. Hij werd gesteund door de Democratic Socialists of America en voerde campagne voor huurcontrole, gratis openbaar vervoer, een einde aan massale opsluiting en een gezondheidszorgsysteem met één betaler in New York. Het duurde bijna een maand voordat Mamdani's nipte overwinning op de zittende Aravella Simotas, die al vier termijnen had, bekend werd, en hij won de algemene verkiezingen in 2021.

#### Burgemeestersverkiezing New York
Eind 2024 liet Mamdani weten kandidaat te zijn om burgemeester van New York te worden in de burgemeestersverkiezingen van 2025. Zijn campagne draait om huurbevriezing, betere en gratis bussen, de oprichting van een departement van community safety, gratis kinderopvang, de oprichting van openbare voedingswinkels om prijzen te drukken, de bouw van betaalbare woningen, een strenger beleid ten aanzien van nalatige huisbazen en hogere belastingen op zowel de allerrijksten als grote bedrijven. In de peilingen voor de Democratische voorverkiezing werd Mamdani al snel de tweede, na centrumkandidaat Andrew Cuomo, en tegen juni 2025 haalden Mamdani en Cuomo gelijkaardige scores. Mamdani wordt gesteund door onder andere Bernie Sanders en Alexandria Ocasio-Cortez. Mamdani wordt gezien als anti-establishmentkandidaat en noemt zichzelf democratisch socialist, opvallend in de Amerikaanse politiek. Hij bezit geen auto en ijvert voor beter openbaar vervoer en fietspaden, en hij haalde zijn winst in de Democratisch voorverkiezing in de dichtstbevolkte delen van New York, waar de auto als individueel vervoermiddel minder zin heeft, tegenover Cuomo die vooral kiezers bereikte uit de dunner bevolkte wijken met meer autobezit.
Hij won op 22 juni 2025 de Democratische voorverkiezing in de eerste ronde.

### Privéleven
In 2018 werd Mamdani genaturaliseerd tot Amerikaans staatsburger. Hij is moslim en beoefent de sjiitische tak van de islam. Hij trouwde begin 2025 met Rama Duwaji. 